# Якоб Крекер
Якоб Крекер (нім. Jakob Kroeker; 31 жовтня [12 листопада] 1872, Долинівка — 12 грудня 1948, Мюльгаузен, Штутгарт) — україно-німецький богослов-меноніт, який проповідував в основному на півдні Російської імперії та СРСР, співзасновник і директор (до початку Другої світової війни) місії «Світло на Востоку»; поет й автор пісень.

## Біографія
Народився в Херсонській губернії у менонітській колонії. Після переїзду 1881 року з батьками до Криму до менонітського села Спат, неподалік Сімферополя, навчався (1885—1891) у приватній школі Сімферополя.
1894 року одружився з Анною Лангеманн і разом з нею вирушив до Гамбурга, де вступив до Гамбурзької баптистської семінарії, створеної Йоганном Онкеном. Через чотири роки, після закінчення семінарії, повернувся до Росіської імперії.
1903 року брат Якоба, Абраам Крекер став одним з співвласників християнського видавництва «Райдуга» в німецькій менонітській колонії Гальбштадт (нині місто Молочанськ) в Україні. Того ж року брати почали випускати церковну газету братських менонітів «Friedensstimme» (Голос миру). Щоправда, спочатку вона через царську цензуру друкувалася в Берліні. Тільки у січні 1906 року стала виходити в Гальбштадті, завдяки тому, що 1905 року на тлі революції вийшов царський маніфест «Об укреплении начал веротерпимости» і низка інших законодавчих актів, що послабили релігійну дискримінацію. Крекер брав активну участь у роботі видавництва, що випускало велику кількість християнських книг, брошур, календарів й іншої літератури німецькою, а потім, завдяки співпраці з Іваном Прохановим, і російською мовою.
Крекер зблизився з представниками Всесвітнього євангелічного альянсу, зокрема, на нього значно вплинув Бедекер. 1910 року Крекер переїхав до Німеччини, до міста Вернігероде, де пізніше разом з Вальтером Жаком заснував місію «Світло на Сході», орієнтовану на євангелізацію російськомовних. Зокрема, місія вела активну євангелізацію серед російськомовних військовополонених Першої світової війни. На вимогу Крекера, місія принципово відмовилася від заснування нових релігійних організацій, направивши всю свою діяльність на підтримку вже наявних.
Одним із відомих проповідників, якому місія надавала широку підтримку, був Володимир Марцинковський, висланий з Радянської Росії до Європи. Після вимушеної еміграції з СРСР Івана Проханова, Крекер і Вальтер Жак у складі місії допомагали йому. З російськомовних християн-емігрантів Проханов почав створювати Всесвітній союз євангельських християн, присвятивши цьому останні роки життя. В опублікованому після смерті Проханова «Загальному заповіті» містилася вказівка після створення Всесвітнього союзу євангельських християн поставити головою та заступником Крекера та Жака.
Після закінчення Другої світової війни та поділу Німеччини Крекерам довелося залишити Вернігероде, тому що місто опинилося в радянській зоні. Сім'я переїхала до Мюльгаузена (Штутгарт), де незабаром після цього Якоб важко захворів. Помер 1948 року. Деякі з їхніх дітей емігрували до Канади, тоді як дружина та решта дітей залишилися в Німеччині. На могилі Якоба висічені слова: «Бо у нас тут немає вічного міста, ми тільки шукаємо прийдешнє місто» (Євр 13:14).

## Праці
Крім місіонерського служіння, Крекер знаний як богослов, спеціаліст зі Старого Завіту. Зрілим плодом його дослідницької роботи є серія «Das Lebendige Wort», що охоплює 14 томів приблизно по 400 сторінок кожна. Іншими знаними роботами стали «Allein mit dem Meister», «Der verborgene Umgang mit Gott», «Gottes Segensträger», «Licht von seinem Lichte», «Verhüllte Segenswege des Glaubens», «Weltstaat und Gottesreich», «Vom Heimweh der Seele». Його «Römerbrief-Kommentar Kapitel I-8, Ein Handkommentar» вийшла друком вже після смерті у 1949 році. Деякі книжки неодноразово перевидавалися. Крім того, Крекер виступав на багатьох біблійних конференціях і був визнаним у протестантському світі богословом.
- Allein mit dem Meister. Evangelische Buchhandlung P. Ott, Gotha 1912.
- Das Wachstum des Glaubens. Koezle, Chemnitz 1913.
- Verhüllte Segenswege des Glaubens. Ott, Gotha 1914 року.
- Gottgeweihte Segensträger. Ott, Gotha 1917.
- Vom Heimweh der Seele: Glaubenszeugnisse aus der alttestamentlichen Psalmenliteratur (Übers. u. erl. von J. Kroeker). 2. Aufl. , Koezle, Chemnitz 1920.
- Die Sehnsucht des Ostens. Verlag Licht dem Osten, Wernigerode 1920.
- Glaubenskämpfe. G. Koezle, Wernigerode 1921.

## Сім'я
1894 року одружився з Анною Лангеманн. У шлюбі народилося 11 дітей.